# Трипалладийдихром
Трипалладийдихром — бинарное неорганическое соединение
палладия и хрома
с формулой Cr2Pd3,
кристаллы.

## Получение
- Сплавление стехиометрических количеств чистых веществ:

{\displaystyle {\mathsf {3Pd+2Cr\ {\xrightarrow {505^{o}C}}\ Cr_{2}Pd_{3}}}}

## Физические свойства
Трипалладийдихром образует кристаллы
кубической сингонии,
пространственная группа P m3m,
параметры ячейки a = 0,3847 нм, Z = 1,
структура типа тримедьзолото AuCu3.
Соединение образуется по перитектической реакции при температуре 505°C
и имеет область гомогенности 55÷73 ат.% палладия.